# St. Louis County (Missouri)
Das St. Louis County ist ein County im US-amerikanischen Bundesstaat Missouri. Im Jahr 2020 hatte das County 1.004.125 Einwohner und eine Bevölkerungsdichte von 763,6 Einwohnern pro Quadratkilometer. Der Verwaltungssitz (County Seat) ist Clayton, das nach Ralph Clayton benannt wurde, einem Farmer, der das Land für die Stadt stiftete.
Das St. Louis County ist Bestandteil der Metropolregion Greater St. Louis.

## Geographie
Das County liegt im äußersten Osten von Missouri an der Mündung des Missouri in den Mississippi. Das St. Louis County umschließt das Stadtgebiet von St. Louis, grenzt an Illinois, von dem es durch den Mississippi getrennt ist und hat eine Fläche von 1.356 Quadratkilometern, wovon 41 Quadratkilometer Wasserfläche sind. Es grenzt an folgende Countys:
| St. Charles County |                  | Madison County (Illinois)                             |
|                    |                  | St. Louis                                             |
| Franklin County    | Jefferson County | St. Clair County (Illinois), Monroe County (Illinois) |

## Geschichte
Das St. Louis County wurde 1812 gebildet und war zuvor ein spanischer Distrikt, benannt nach König Ludwig von Frankreich. 1876 spaltete sich die Stadt St. Louis von dem County ab und wurde zum eigenständigen, unabhängigen Stadtgebiet.

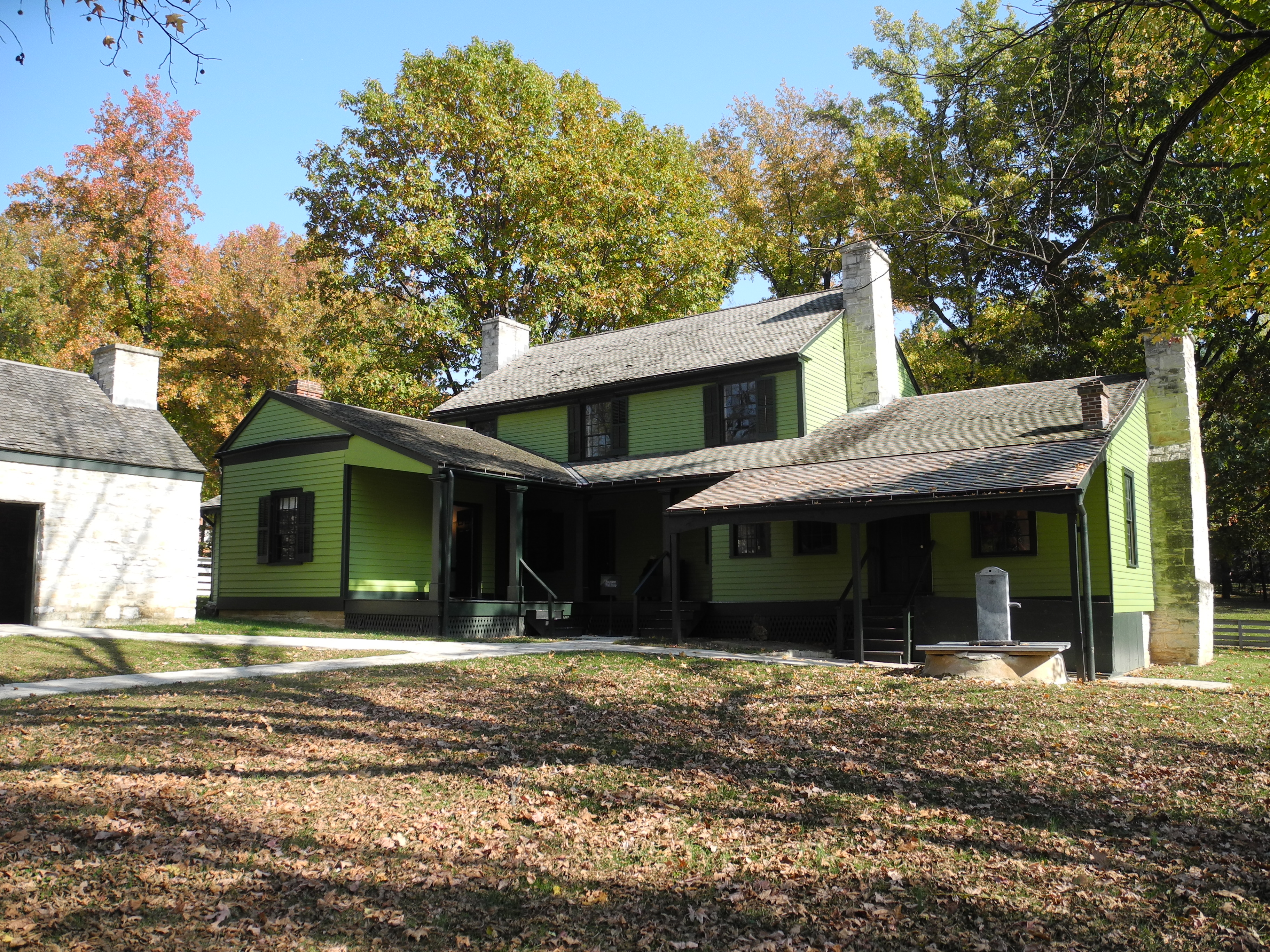
Ulysses S. Grant National Historic Site (2011)

Im St. Louis County liegt die Ulysses S. Grant National Historic Site, auch bekannt als White Haven. Diese National Historic Site hat zugleich den Status einer National Historic Landmark. 587 Bauwerke und Stätten des Countys sind im National Register of Historic Places (NRHP) eingetragen (Stand 21. September 2018).

## Demografische Daten

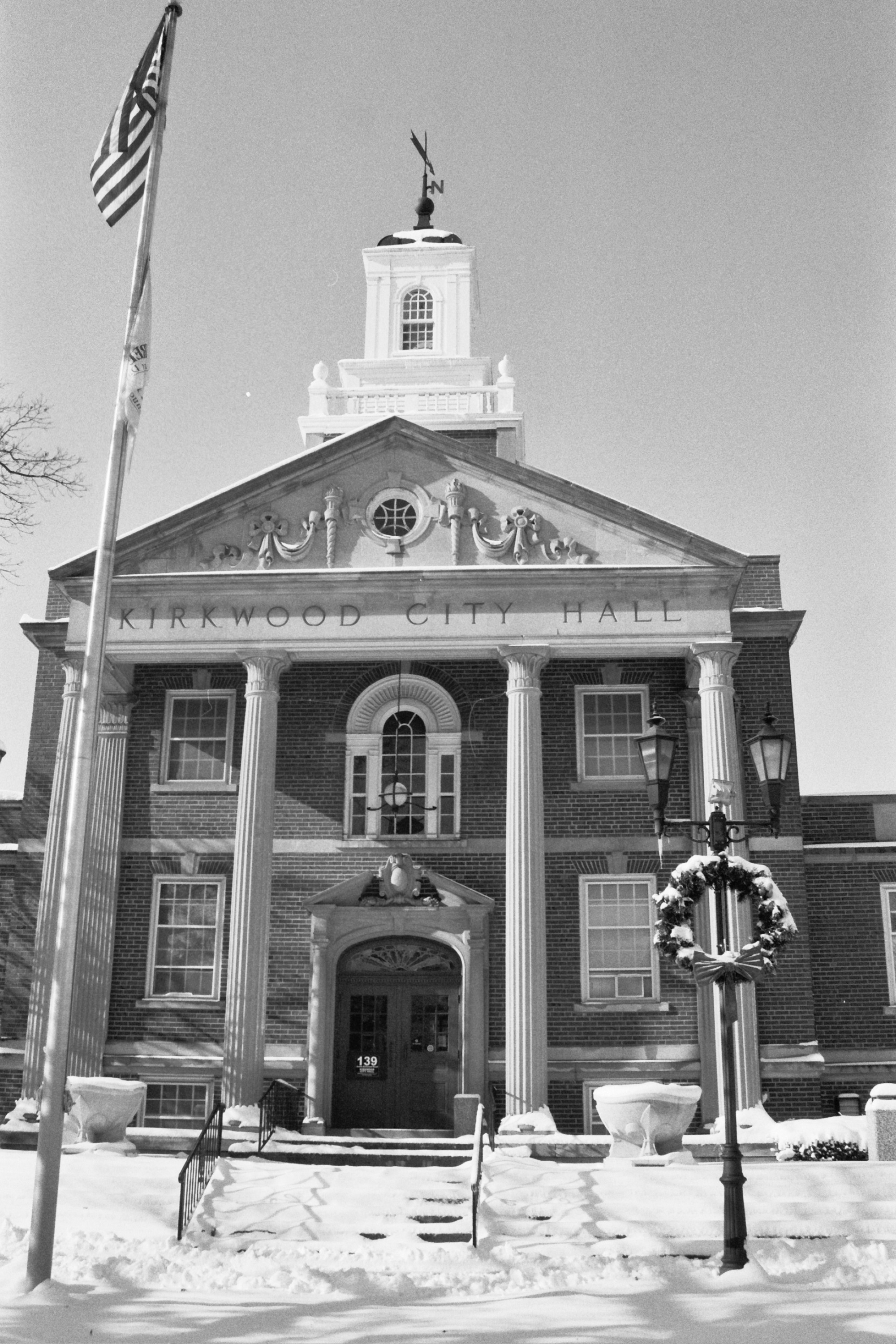
Die Kirkwood City Hall

Nach der Volkszählung im Jahr 2010 lebten im St. Louis County 998.954 Menschen in 403.699 Haushalten. Die Bevölkerungsdichte betrug 759,7 Einwohner pro Quadratkilometer.
Ethnisch betrachtet setzte sich die Bevölkerung zusammen aus 70,3 Prozent Weißen, 23,3 Prozent Afroamerikanern, 0,2 Prozent amerikanischen Ureinwohnern, 3,5 Prozent Asiaten sowie aus anderen ethnischen Gruppen; 1,9 Prozent stammten von zwei oder mehr Ethnien ab. Unabhängig von der ethnischen Zugehörigkeit waren 2,5 Prozent der Bevölkerung spanischer oder lateinamerikanischer Abstammung.
In den 403.699 Haushalten lebten statistisch je 2,40 Personen.
23,4 Prozent der Bevölkerung waren unter 18 Jahre alt, 61,6 Prozent waren zwischen 18 und 64 und 15,0 Prozent waren 65 Jahre oder älter. 52,7 Prozent der Bevölkerung war weiblich.

Das jährliche Durchschnittseinkommen eines Haushalts lag bei 56,939 USD. Das Prokopfeinkommen betrug 33.236 USD. 9,6 Prozent der Einwohner lebten unterhalb der Armutsgrenze.

## Orte im St. Louis County
Citys
| - Ballwin - Bella Villa - Bellefontaine Neighbors - Berkeley - Beverly Hills - Black Jack - Breckenridge Hills - Brentwood - Bridgeton - Charlack - Chesterfield - Clarkson Valley - Clayton - Cool Valley | - Country Club Hills - Crestwood - Creve Coeur - Crystal Lake Park - Dellwood - Des Peres - Edmundson - Ellisville - Eureka - Fenton - Ferguson - Flordell Hills - Florissant - Frontenac | - Glendale - Green Park - Greendale - Hazelwood - Huntleigh - Jennings - Kinloch - Kirkwood - Ladue - Lakeshire - Manchester - Maplewood - Maryland Heights - Moline Acres | - Normandy - Northwoods - Oakland - Olivette - Overland - Pacific1 - Pagedale - Pasadena Hills - Pine Lawn - Richmond Heights - Rock Hill - Shrewsbury - St. Ann - St. George | - St. John - Sunset Hills - Town and Country - University City - Valley Park - Velda City - Vinita Park - Warson Woods - Webster Groves - Wellston - Wildwood - Winchester - Woodson Terrace |

Villages
| - Bellerive - Bel - Nor - Bel - Ridge - Calverton Park - Champ - Country Life Acres | - Glen Echo Park - Grantwood Village - Hanley Hills - Hillsdale - Mackenzie - Marlborough | - Norwood Court - Pasadena Park - Riverview - Sycamore Hills - Twin Oaks - Uplands Park | - Velda Village Hills - Vinita Terrace - Westwood - Wilbur Park |

Census-designated places (CDP)
| - Affton - Castle Point - Concord | - Glasgow Village - Lemay - Mehlville | - Oakville - Sappington - Spanish Lake |

Unincorporated Communities
| - Allenton - Ascalon - Bel Nor - Bel Ridge - Bridgeton Terrace - Burke City | - Carsonville - Crescent - Earth City - Flor - Glencoe - Grover | - Gumbo - Hoene Spring - House Springs - Lake Chesterfield - Peerless Park - Pond | - Robertson - Sherman - Times Beach - Vigus |

1 – teilweise im Franklin County

## Gliederung
Das St. Louis County ist in 28 Townships eingeteilt:
| Township                 | Einwohner (2020) | FIPS     |
| ------------------------ | ---------------- | -------- |
| Airport Township         | 35.117           | 29-00406 |
| Bonhomme Township        | 38.053           | 29-07066 |
| Chesterfield Township    | 40.572           | 29-13605 |
| Clayton Township         | 38.498           | 29-14590 |
| Concord Township         | 38.726           | 29-16048 |
| Creve Coeur Township     | 39.312           | 29-17290 |
| Ferguson Township        | 33.034           | 29-24004 |
| Florissant Township      | 35.062           | 29-24796 |
| Gravois Township         | 35.878           | 29-28792 |
| Hadley Township          | 35.667           | 29-29818 |
| Jefferson Township       | 37.383           | 29-36962 |
| Lafayette Township       | 35.245           | 29-39682 |
| Lemay Township           | 35.422           | 29-41456 |
| Lewis and Clark Township | 37.244           | 29-41825 |

| Township                  | Einwohner (2020) | FIPS     |
| ------------------------- | ---------------- | -------- |
| Maryland Heights Township | 37.809           | 29-46590 |
| Meramec Township          | 41.343           | 29-47450 |
| Midland Township          | 34.194           | 29-47918 |
| Missouri River Township   | 37.018           | 29-48989 |
| Normandy Township         | 28.142           | 29-52814 |
| Northwest Township        | 31.818           | 29-53360 |
| Norwood Township          | 29.049           | 29-53448 |
| Oakville Township         | 36.927           | 29-53880 |
| Queeny Township           | 38.274           | 29-60363 |
| St. Ferdinand Township    | 30.945           | 29-64208 |
| Spanish Lake Township     | 35.637           | 29-69284 |
| Tesson Ferry Township     | 39.520           | 29-72794 |
| University Township       | 30.969           | 29-75210 |
| Wildhorse Township        | 37.267           | 29-79801 |

Quelle: US Census 2020

## Religion
Die ca. 60 katholischen Pfarreien in St. Louis County gehören zum Erzbistum St. Louis. Vier Dekanate des Bistums liegen im County: North County Deanary, South County Deanery, West County Deanery und Mid-County Deanery.